# سیارک ۳۳۲۸
سیارک ۳۳۲۸ (به انگلیسی: 3328 Interposita، نامگذاری:1985QD1) سه هزار و سیصد و بیست و هشتمین سیارک کشف شده‌است که در ۲۱ اوت ۱۹۸۵ کشف شد.
قدر مطلق سیارک برابر ۱۱٫۷۰ است.